# C'était bien (pièce de théâtre)
Pour les articles homonymes, voir C'était bien (homonymie).
C'était bien (titre original : Making it Better) est une pièce de James Saunders écrite en 1989 et représentée à Paris le 6 février 1992 au théâtre La Bruyère, dans une mise en scène de Stephan Meldegg,.